# Alan Ruck

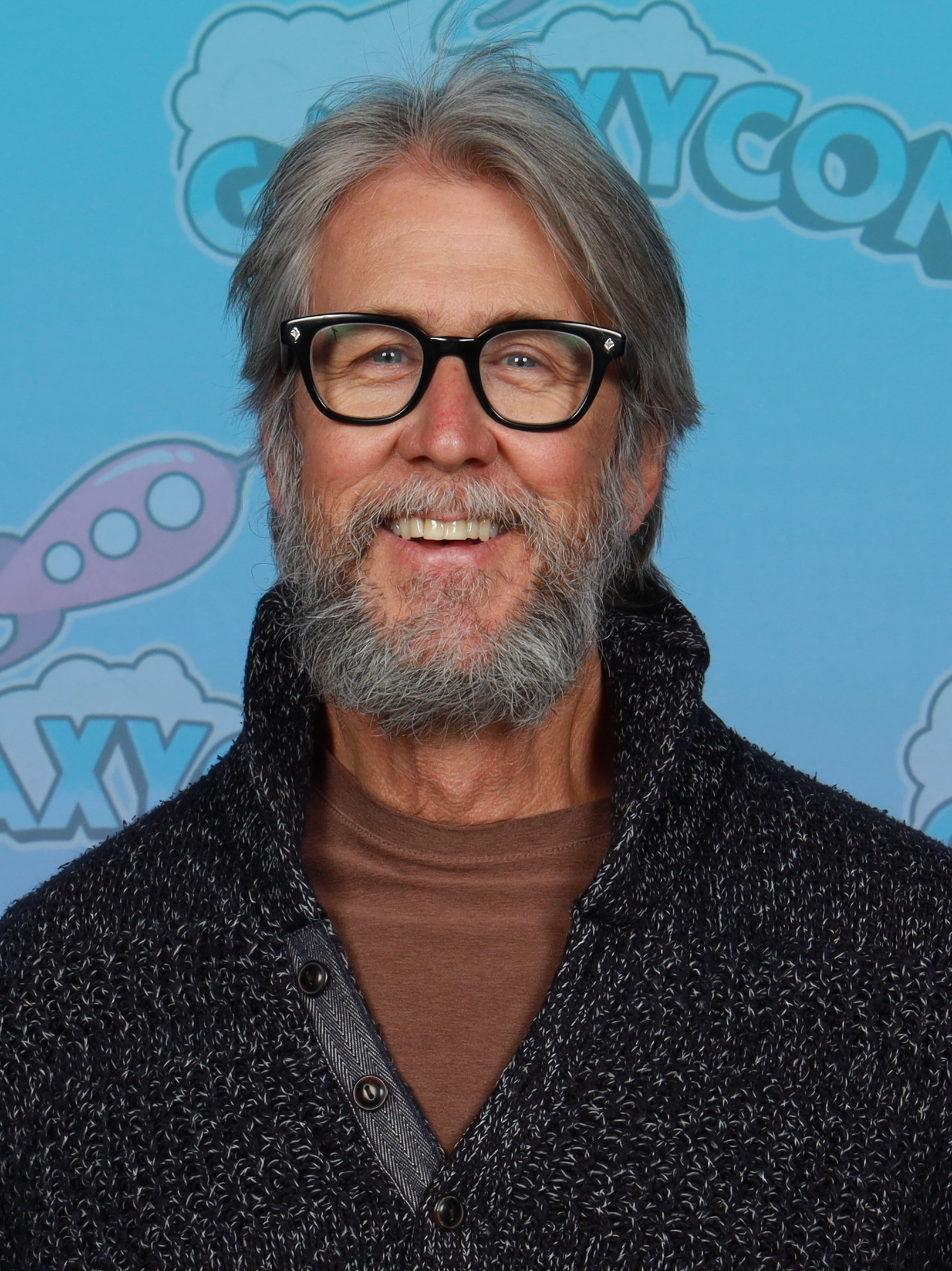
Alan Ruck (2025)

Alan Douglas Ruck (* 1. Juli 1956 in Cleveland, Ohio) ist ein US-amerikanischer Schauspieler.

## Leben und Karriere
Ruck besuchte die Parma Senior High School in Parma, Ohio, und war Studienabsolvent an der University of Illinois. Erstmals bekannt wurde Ruck 1986 durch die Highschool-Komödie Ferris macht blau von John Hughes, in dieser spielte er Cameron Frye, den psychisch belasteten Freund von Matthew Brodericks Hauptfigur. Obwohl er damals bereits 29 Jahre alt war, spielte er glaubhaft die Rolle des 18-jährigen Teenagers. Zuvor hatte er schon in Teeniestreifen wie Bad Boys – Klein und gefährlich und Class mitgespielt, weswegen er dem weiteren Umfeld des so genannten Brat Packs zugeordnet wurde. 
Ruck etablierte sich anschließend auch in Erwachsenenrollen in Hollywood. 1994 übernahm er eine Nebenrolle im Action-Blockbuster Speed mit Keanu Reeves und Sandra Bullock. Später folgten größere Rollen in Twister, Im Dutzend billiger sowie Star Trek: Treffen der Generationen, wo er am Anfang John Harriman, den Captain der USS Enterprise B, verkörperte.
Von 1996 bis 2002 spielte er in der Sitcom Chaos City den zynischen und frauenfeindlichen Stuart. Seither ist er vor allem in verschiedenen Fernsehserien zu sehen. Längerfristige Engagements hatte er in den Serien Greek und New in Paradise. Von 2018 bis 2023 war er in tragender Rolle in Succession zu sehen. Seine Filmographie umfasst mehr als 120 Produktionen (Stand: April 2025).
Neben seiner Film- und Fernseharbeit wirkte Alan Ruck auch an Theaterproduktionen mit, so 2005 in der Broadway-Version des Films The Producers in der Rolle des Leo Bloom. Zum Start der Show und im Film wurde diese Rolle von Matthew Broderick gespielt.

## Privatleben
Im Jahr 1984 heiratete er Claudia Stefany, mit der er eine Tochter  und einen Sohn hat. Im Jahr 2005 ließen sie sich scheiden. Ruck ist seit dem 4. Januar 2008 mit der Schauspielerin Mireille Enos verheiratet, mit der er eine gemeinsame Tochter (* 2010) und einen Sohn (* 2014) hat.

## Filmografie (Auswahl)

### Kino
- 1983: Bad Boys – Klein und gefährlich (Bad Boys)
- 1983: Dr. Detroit (Doctor Detroit)
- 1983: Class
- 1986: Ferris macht blau (Ferris Bueller’s Day Off)
- 1987: Drei auf dem Highway – Three for the Road (Three for the Road)
- 1989: Das Bankentrio (Three Fugitives)
- 1989: Bluthunde am Broadway (Bloodhounds Of Broadway)
- 1990: Blaze of Glory – Flammender Ruhm (Young Guns II)
- 1994: Speed
- 1994: Star Trek: Treffen der Generationen (Star Trek Generations)
- 1995: Gorilla auf der Flucht (Born to Be Wild)
- 1996: Twister
- 2000: Everything Put Together
- 2003: Im Dutzend billiger (Cheaper by the Dozen)
- 2007: Kickin It Old Skool
- 2007: I Am an Alien (InAlienable)
- 2007: Star Trek: Of Gods And Men
- 2008: The Happening
- 2008: Wen die Geister lieben (Ghost Town)
- 2009: I Love You, Beth Cooper
- 2010: Ausnahmesituation (Extraordinary Measures)
- 2012: Zicke Zacke Ziegenkacke (Goats)
- 2012: Shanghai Calling
- 2016: Carnage Park – Willkommen in der Hölle (Carnage Park)
- 2016: Dreamland
- 2017: War Machine
- 2018: Gringo
- 2018: Sierra Burgess Is a Loser
- 2019: Captive State
- 2020: Freaky
- 2023: Krieg der Bestatter (The Burial)

### Fernsehen
- 1984: Hard Knox (Fernsehfilm)
- 1984: The Impostor (The Imposter, Fernsehfilm)
- 1988: Shooter – Reporter in der Hölle (Shooter, Fernsehfilm)
- 1990–1991: Zwischen Couch und Kamera (Going Places, 19 Folgen)
- 1992–1993: The Edge (13 Folgen)
- 1993: Picket Fences – Tatort Gartenzaun (Picket Fences, Folge 2x03)
- 1993: Geschichten aus der Gruft (Tales from the Crypt, Folge 5x11)
- 1995: Muscle (13 Folgen)
- 1995–1996: Verrückt nach dir (Mad About You, vier Folgen)
- 1996: Outer Limits – Die unbekannte Dimension (The Outer Limits, Folge 2x03 Unnatürliche Auslese)
- 1996–2002: Chaos City (Spin City, 140 Folgen)
- 1998: From the Earth to the Moon (Miniserie, Folge 1x05)
- 2002: Scrubs – Die Anfänger (Scrubs, Folge 2x09 Mein Glückstag)
- 2006: Stargate Atlantis (Folge 3x06 Atlantis ruft)
- 2007: Medium – Nichts bleibt verborgen (Medium, Folge 3x13)
- 2007: The Bronx Is Burning (Miniserie, acht Folgen)
- 2007: Ghost Whisperer – Stimmen aus dem Jenseits (Ghost Whisperer, Folge 3x08 Böses Blut)
- 2007–2011: Greek (sechs Folgen)
- 2008: Eureka – Die geheime Stadt (Eureka, Folge 3x03 Braver Hund!)
- 2008: Boston Legal (Folge 5x09)
- 2008, 2014: Psych (zwei Folgen)
- 2009: FlashForward (Folge 1x02 Die weiße Dame)
- 2009: Cougar Town (Folge 1x08 41 oder jünger)
- 2010: CSI: Miami (Folge 8x12 Flammen werfen ihre Schatten)
- 2010: CSI: Vegas (Folge 10x14 Über den Rubikon)
- 2010: Numbers – Die Logik des Verbrechens (NUMB3RS, Folge 6x15 Story ohne Helden)
- 2010: Rules of Engagement (Folge 4x05 Die vier Säulen)
- 2010: Persons Unknown (13 Folgen)
- 2010: Navy CIS: L.A. (NCIS: Los Angeles, Folge 2x03 Wüstenfeuer)
- 2011: Fringe – Grenzfälle des FBI (Fringe, Folge 3x16 Os)
- 2011: Five (Fernsehfilm)
- 2012: Ben and Kate (Folge 1x02)
- 2012: Hawaii Five-0 (Folge 3x07 Ahnungslos)
- 2012–2013: New in Paradise (Bunheads, drei Folgen)
- 2013: Hot in Cleveland (Folge 4x07)
- 2013: Burn Notice (Folge 7x13 Die Abrechnung)
- 2013: Dark Night of the Walking Dead (Zombie Night, Fernsehfilm)
- 2013: Masters of Sex (zwei Folgen)
- 2013: Navy CIS (Folge 11x09 Teamplayer)
- 2014: Instant Mom (Folge 2x05)
- 2015: The Whispers (vier Folgen)
- 2015: Major Crimes (Folge 4x08 Lösegeld)
- 2015: Sofia die Erste – Auf einmal Prinzessin (Sofia the First, zwei Folgen, Stimme)
- 2016: The Middle (zwei Folgen)
- 2016: The Catch (zwei Folgen)
- 2016: The Exorcist (zehn Folgen)
- 2018: Mein Dinner mit Hervé (My Dinner with Herve, Fernsehfilm)
- 2018: Dirty John (Folge 1x06)
- 2018–2023: Succession (Fernsehserie, 37 Folgen)
- 2019: One Day at a Time (Folge 3x10)
- 2022: The Dropout (zwei Folgen)
- 2025: Elsbeth (Folge 2x10)